# Плей-оф Кубка Стенлі 1987
Плей-оф Кубка Стенлі 1987 — стартував після регулярного чемпіонату 8 квітня та фінішував 31 травня 1987.

## Учасники плей-оф

### Конференція Принца Уельського

#### Дивізіон Адамса
1. Гартфорд Вейлерс, чемпіон дивізіону Адамса – 93 очка
2. Монреаль Канадієнс – 92 очка
3. Бостон Брюїнс – 85 очок
4. Квебек Нордікс – 72 очка

#### Дивізіон Патрик
1. Філадельфія Флайєрс, чемпіон дивізіону Патрика, Конференції Принца Уельського – 100 очок
2. Вашингтон Кепіталс – 86 очок
3. Нью-Йорк Айлендерс – 82 очка
4. Нью-Йорк Рейнджерс – 76 очок

### Конференція Кларенса Кемпбела

#### Дивізіон Норріса
1. Сент-Луїс Блюз, чемпіон дивізіону Норріса – 79 очок
2. Детройт Ред Вінгз – 78 очок
3. Чикаго Блекгокс – 72 очка
4. Торонто Мейпл-Ліфс – 70 очок

#### Дивізіон Смайт
1. Едмонтон Ойлерс, чемпіон дивізіону Смайт, Конференції Кларенса Кемпбела, Кубок Президента – 106 очок
2. Калгарі Флеймс – 95 очок
3. Вінніпег Джетс – 88 очок
4. Лос-Анджелес Кінгс – 70 очок

## Плей-оф
|  | 1/8 фіналу | 1/8 фіналу                            | 1/8 фіналу  |   |             | Чвертьфінали | Чвертьфінали  | Чвертьфінали |                    |                    | Півфінали           | Півфінали           | Півфінали           |  |  | Фінал Кубка Стенлі | Фінал Кубка Стенлі | Фінал Кубка Стенлі |
|  |            |                                       |             |   |             |              |               |              |                    |                    |                     |                     |                     |  |  |                    |                    |                    |
|  | 1          | Гартфорд                              | 2           |   |             | A4           | Квебек        | 3            |                    |                    |                     |                     |                     |  |  |                    |                    |                    |
|  | 8          | Квебек                                | 4           |   |             | A2           | Монреаль      | 4            |                    |                    |                     |                     |                     |  |  |                    |                    |                    |
|  |            |                                       |             |   |             |              |               |              |                    |                    |                     |                     |                     |  |  |                    |                    |                    |
|  | 2          | Монреаль                              | 4           |   |             |              |               |              | Східна конференція | Східна конференція | Східна конференція  | Східна конференція  | Східна конференція  |  |  |                    |                    |                    |
|  | 2          | Монреаль                              | 4           |   |             |              |               |              | Східна конференція | Східна конференція | Східна конференція  | Східна конференція  | Східна конференція  |  |  |                    |                    |                    |
|  | 7          | Бостон                                | 0           |   |             |              |               |              |                    |                    |                     |                     |                     |  |  |                    |                    |                    |
|  | 7          | Бостон                                | 0           |   |             |              |               |              |                    | A2                 | Монреаль            | 2                   |                     |  |  |                    |                    |                    |
|  |            |                                       |             |   |             |              |               |              |                    | A2                 | Монреаль            | 2                   |                     |  |  |                    |                    |                    |
|  |            | P1                                    | Філадельфія | 4 |             |              |               |              |                    |                    |                     |                     |                     |  |  |                    |                    |                    |
|  | 3          | P1                                    | Філадельфія | 4 | Філадельфія | 4            |               |              |                    |                    |                     |                     |                     |  |  |                    |                    |                    |
|  | 3          |                                       |             |   | Філадельфія | 4            |               |              |                    |                    |                     |                     |                     |  |  |                    |                    |                    |
|  | 6          | Н-Й Рейнджерс                         | 2           |   |             |              |               |              |                    |                    |                     |                     |                     |  |  |                    |                    |                    |
|  | 6          | Н-Й Рейнджерс                         | 2           |   |             |              |               |              |                    |                    |                     |                     |                     |  |  |                    |                    |                    |
|  |            |                                       |             |   |             |              |               |              |                    |                    |                     |                     |                     |  |  |                    |                    |                    |
|  |            |                                       |             |   |             |              |               |              |                    |                    |                     |                     |                     |  |  |                    |                    |                    |
|  | 4          | Вашингтон                             | 3           |   | P1          | Філадельфія  | 4             |              |                    |                    |                     |                     |                     |  |  |                    |                    |                    |
|  | 4          | Вашингтон                             | 3           |   | P1          | Філадельфія  | 4             |              |                    |                    |                     |                     |                     |  |  |                    |                    |                    |
|  | 5          | Н-Й Айлендерс                         | 4           |   |             | P3           | Н-Й Айлендерс | 3            |                    |                    |                     |                     |                     |  |  |                    |                    |                    |
|  | 5          | Н-Й Айлендерс                         | 4           |   |             |              |               |              |                    | P1                 | Філадельфія         | 3                   |                     |  |  |                    |                    |                    |
|  |            | (Пари пересіяні після першого раунду) |             |   |             |              |               |              |                    | P1                 | Філадельфія         | 3                   |                     |  |  |                    |                    |                    |
|  |            | S1                                    | Едмонтон    | 4 |             |              |               |              |                    |                    |                     |                     |                     |  |  |                    |                    |                    |
|  | 1          | S1                                    | Едмонтон    | 4 | Сент-Луїс   | 2            |               |              | N4                 | Торонто            | 3                   |                     |                     |  |  |                    |                    |                    |
|  | 1          |                                       |             |   | Сент-Луїс   | 2            |               |              | N4                 | Торонто            | 3                   |                     |                     |  |  |                    |                    |                    |
|  | 8          | Торонто                               | 4           |   |             | N2           | Детройт       | 4            |                    |                    |                     |                     |                     |  |  |                    |                    |                    |
|  | 8          | Торонто                               | 4           |   |             | N2           | Детройт       | 4            |                    |                    |                     |                     |                     |  |  |                    |                    |                    |
|  |            |                                       |             |   |             |              |               |              |                    |                    |                     |                     |                     |  |  |                    |                    |                    |
|  | 2          | Детройт                               | 4           |   |             |              |               |              |                    |                    |                     |                     |                     |  |  |                    |                    |                    |
|  | 2          | Детройт                               | 4           |   |             |              |               |              |                    |                    |                     |                     |                     |  |  |                    |                    |                    |
|  | 7          | Чикаго                                | 0           |   |             |              |               |              |                    |                    |                     |                     |                     |  |  |                    |                    |                    |
|  | 7          | Чикаго                                | 0           |   |             |              |               |              | N2                 | Детройт            | 1                   |                     |                     |  |  |                    |                    |                    |
|  |            |                                       |             |   |             |              |               |              | N2                 | Детройт            | 1                   |                     |                     |  |  |                    |                    |                    |
|  |            | S1                                    | Едмонтон    | 4 |             |              |               |              |                    |                    |                     |                     |                     |  |  |                    |                    |                    |
|  | 3          | S1                                    | Едмонтон    | 4 | Едмонтон    | 4            |               |              |                    |                    |                     |                     |                     |  |  |                    |                    |                    |
|  | 3          |                                       |             |   | Едмонтон    | 4            |               |              |                    |                    |                     |                     |                     |  |  |                    |                    |                    |
|  | 6          | Лос-Анджелес                          | 1           |   |             |              |               |              |                    |                    | Західна конференція | Західна конференція | Західна конференція |  |  |                    |                    |                    |
|  | 6          | Лос-Анджелес                          | 1           |   |             |              |               |              |                    |                    | Західна конференція | Західна конференція | Західна конференція |  |  |                    |                    |                    |
|  |            |                                       |             |   |             |              |               |              |                    |                    |                     |                     |                     |  |  |                    |                    |                    |
|  | 4          | Калгарі                               | 2           |   | S1          | Едмонтон     | 4             |              |                    |                    |                     |                     |                     |  |  |                    |                    |                    |
|  | 4          | Калгарі                               | 2           |   | S1          | Едмонтон     | 4             |              |                    |                    |                     |                     |                     |  |  |                    |                    |                    |
|  | 5          | Вінніпег                              | 4           |   |             | S3           | Вінніпег      | 0            |                    |                    |                     |                     |                     |  |  |                    |                    |                    |

### 1/8 фіналу
Конференція Принца Уельського
| Гартфорд Вейлерс та Квебек Нордікс | Гартфорд Вейлерс та Квебек Нордікс | Гартфорд Вейлерс та Квебек Нордікс | Гартфорд Вейлерс та Квебек Нордікс | Гартфорд Вейлерс та Квебек Нордікс | Гартфорд Вейлерс та Квебек Нордікс | Гартфорд Вейлерс та Квебек Нордікс |
| Дата                               | Господарі                          | Господарі                          | Гості                              | Гості                              | Примітки                           |                                    |
| ---------------------------------- | ---------------------------------- | ---------------------------------- | ---------------------------------- | ---------------------------------- | ---------------------------------- | ---------------------------------- |
| 8 квітня                           | Квебек                             | 2                                  | 3                                  | Гартфорд                           | OT                                 |                                    |
| 9 квітня                           | Квебек                             | 4                                  | 5                                  | Гартфорд                           |                                    |                                    |
| 11 квітня                          | Гартфорд                           | 1                                  | 5                                  | Квебек                             |                                    |                                    |
| 12 квітня                          | Гартфорд                           | 1                                  | 4                                  | Квебек                             |                                    |                                    |
| 14 квітня                          | Квебек                             | 7                                  | 5                                  | Гартфорд                           |                                    |                                    |
| 16 квітня                          | Гартфорд                           | 4                                  | 5                                  | Квебек                             | OT                                 |                                    |
| Квебек виграв серію 4:2.           |                                    |                                    |                                    |                                    |                                    |                                    |

| Монреаль Канадієнс та Бостон Брюїнс | Монреаль Канадієнс та Бостон Брюїнс | Монреаль Канадієнс та Бостон Брюїнс | Монреаль Канадієнс та Бостон Брюїнс | Монреаль Канадієнс та Бостон Брюїнс | Монреаль Канадієнс та Бостон Брюїнс | Монреаль Канадієнс та Бостон Брюїнс |
| Дата                                | Господарі                           | Господарі                           | Гості                               | Гості                               | Примітки                            |                                     |
| ----------------------------------- | ----------------------------------- | ----------------------------------- | ----------------------------------- | ----------------------------------- | ----------------------------------- | ----------------------------------- |
| 8 квітня                            | Бостон                              | 2                                   | 6                                   | Монреаль                            |                                     |                                     |
| 9 квітня                            | Бостон                              | 3                                   | 4                                   | Монреаль                            | OT                                  |                                     |
| 11 квітня                           | Монреаль                            | 5                                   | 4                                   | Бостон                              |                                     |                                     |
| 12 квітня                           | Монреаль                            | 4                                   | 2                                   | Бостон                              |                                     |                                     |
| Монреаль виграв серію 4:0.          |                                     |                                     |                                     |                                     |                                     |                                     |

| Філадельфія Флайєрс та Нью-Йорк Рейнджерс | Філадельфія Флайєрс та Нью-Йорк Рейнджерс | Філадельфія Флайєрс та Нью-Йорк Рейнджерс | Філадельфія Флайєрс та Нью-Йорк Рейнджерс | Філадельфія Флайєрс та Нью-Йорк Рейнджерс | Філадельфія Флайєрс та Нью-Йорк Рейнджерс | Філадельфія Флайєрс та Нью-Йорк Рейнджерс |
| Дата                                      | Господарі                                 | Господарі                                 | Гості                                     | Гості                                     | Примітки                                  |                                           |
| ----------------------------------------- | ----------------------------------------- | ----------------------------------------- | ----------------------------------------- | ----------------------------------------- | ----------------------------------------- | ----------------------------------------- |
| 8 квітня                                  | Н-Й Рейнджерс                             | 3                                         | 0                                         | Філадельфія                               |                                           |                                           |
| 9 квітня                                  | Н-Й Рейнджерс                             | 3                                         | 8                                         | Філадельфія                               |                                           |                                           |
| 11 квітня                                 | Філадельфія                               | 3                                         | 0                                         | Н-Й Рейнджерс                             |                                           |                                           |
| 12 квітня                                 | Філадельфія                               | 3                                         | 6                                         | Н-Й Рейнджерс                             |                                           |                                           |
| 14 квітня                                 | Н-Й Рейнджерс                             | 1                                         | 3                                         | Філадельфія                               |                                           |                                           |
| 16 квітня                                 | Філадельфія                               | 5                                         | 0                                         | Н-Й Рейнджерс                             |                                           |                                           |
| Філадельфія виграла серію 4:2.            |                                           |                                           |                                           |                                           |                                           |                                           |

| Вашингтон Кепіталс та Нью-Йорк Айлендерс | Вашингтон Кепіталс та Нью-Йорк Айлендерс | Вашингтон Кепіталс та Нью-Йорк Айлендерс | Вашингтон Кепіталс та Нью-Йорк Айлендерс | Вашингтон Кепіталс та Нью-Йорк Айлендерс | Вашингтон Кепіталс та Нью-Йорк Айлендерс | Вашингтон Кепіталс та Нью-Йорк Айлендерс |
| Дата                                     | Господарі                                | Господарі                                | Гості                                    | Гості                                    | Примітки                                 |                                          |
| ---------------------------------------- | ---------------------------------------- | ---------------------------------------- | ---------------------------------------- | ---------------------------------------- | ---------------------------------------- | ---------------------------------------- |
| 8 квітня                                 | Н-Й Айлендерс                            | 3                                        | 4                                        | Вашингтон                                |                                          |                                          |
| 9 квітня                                 | Н-Й Айлендерс                            | 3                                        | 1                                        | Вашингтон                                |                                          |                                          |
| 11 квітня                                | Вашингтон                                | 2                                        | 0                                        | Н-Й Айлендерс                            |                                          |                                          |
| 12 квітня                                | Вашингтон                                | 4                                        | 1                                        | Н-Й Айлендерс                            |                                          |                                          |
| 14 квітня                                | Н-Й Айлендерс                            | 4                                        | 2                                        | Вашингтон                                |                                          |                                          |
| 16 квітня                                | Вашингтон                                | 4                                        | 5                                        | Н-Й Айлендерс                            |                                          |                                          |
| 18 квітня                                | Н-Й Айлендерс                            | 3                                        | 2                                        | Вашингтон                                | 4OT                                      |                                          |
| Н-Й Айлендерс виграв серію 4:3.          |                                          |                                          |                                          |                                          |                                          |                                          |

Конференція Кларенса Кемпбела
| Сент-Луїс Блюз та Торонто Мейпл-Ліфс | Сент-Луїс Блюз та Торонто Мейпл-Ліфс | Сент-Луїс Блюз та Торонто Мейпл-Ліфс | Сент-Луїс Блюз та Торонто Мейпл-Ліфс | Сент-Луїс Блюз та Торонто Мейпл-Ліфс | Сент-Луїс Блюз та Торонто Мейпл-Ліфс | Сент-Луїс Блюз та Торонто Мейпл-Ліфс |
| Дата                                 | Господарі                            | Господарі                            | Гості                                | Гості                                | Примітки                             |                                      |
| ------------------------------------ | ------------------------------------ | ------------------------------------ | ------------------------------------ | ------------------------------------ | ------------------------------------ | ------------------------------------ |
| 8 квітня                             | Торонто                              | 1                                    | 3                                    | Сент-Луїс                            |                                      |                                      |
| 9 квітня                             | Торонто                              | 3                                    | 2                                    | Сент-Луїс                            | OT                                   |                                      |
| 11 квітня                            | Сент-Луїс                            | 5                                    | 3                                    | Торонто                              |                                      |                                      |
| 12 квітня                            | Сент-Луїс                            | 1                                    | 2                                    | Торонто                              |                                      |                                      |
| 14 квітня                            | Торонто                              | 2                                    | 1                                    | Сент-Луїс                            |                                      |                                      |
| 16 квітня                            | Сент-Луїс                            | 0                                    | 4                                    | Торонто                              |                                      |                                      |
| Торонто виграв серію 4:2.            |                                      |                                      |                                      |                                      |                                      |                                      |

| Детройт Ред-Вінгс та Чикаго Блекгокс | Детройт Ред-Вінгс та Чикаго Блекгокс | Детройт Ред-Вінгс та Чикаго Блекгокс | Детройт Ред-Вінгс та Чикаго Блекгокс | Детройт Ред-Вінгс та Чикаго Блекгокс | Детройт Ред-Вінгс та Чикаго Блекгокс | Детройт Ред-Вінгс та Чикаго Блекгокс |
| Дата                                 | Господарі                            | Господарі                            | Гості                                | Гості                                | Примітки                             |                                      |
| ------------------------------------ | ------------------------------------ | ------------------------------------ | ------------------------------------ | ------------------------------------ | ------------------------------------ | ------------------------------------ |
| 8 квітня                             | Чикаго                               | 1                                    | 3                                    | Детройт                              |                                      |                                      |
| 9 квітня                             | Чикаго                               | 1                                    | 5                                    | Детройт                              |                                      |                                      |
| 11 квітня                            | Детройт                              | 4                                    | 3                                    | Чикаго                               | OT                                   |                                      |
| 12 квітня                            | Детройт                              | 3                                    | 1                                    | Чикаго                               |                                      |                                      |
| Детройт виграв серію 4:0.            |                                      |                                      |                                      |                                      |                                      |                                      |

| Едмонтон Ойлерс та Лос-Анджелес Кінгс | Едмонтон Ойлерс та Лос-Анджелес Кінгс | Едмонтон Ойлерс та Лос-Анджелес Кінгс | Едмонтон Ойлерс та Лос-Анджелес Кінгс | Едмонтон Ойлерс та Лос-Анджелес Кінгс | Едмонтон Ойлерс та Лос-Анджелес Кінгс | Едмонтон Ойлерс та Лос-Анджелес Кінгс |
| Дата                                  | Господарі                             | Господарі                             | Гості                                 | Гості                                 | Примітки                              |                                       |
| ------------------------------------- | ------------------------------------- | ------------------------------------- | ------------------------------------- | ------------------------------------- | ------------------------------------- | ------------------------------------- |
| 8 квітня                              | Лос-Анджелес                          | 5                                     | 2                                     | Едмонтон                              |                                       |                                       |
| 9 квітня                              | Лос-Анджелес                          | 3                                     | 13                                    | Едмонтон                              |                                       |                                       |
| 11 квітня                             | Едмонтон                              | 6                                     | 5                                     | Лос-Анджелес                          |                                       |                                       |
| 12 квітня                             | Едмонтон                              | 6                                     | 3                                     | Лос-Анджелес                          |                                       |                                       |
| 14 квітня                             | Лос-Анджелес                          | 4                                     | 5                                     | Едмонтон                              |                                       |                                       |
| Едмонтон виграв серію 4:1.            |                                       |                                       |                                       |                                       |                                       |                                       |

| Калгарі Флеймс та Вінніпег Джетс | Калгарі Флеймс та Вінніпег Джетс | Калгарі Флеймс та Вінніпег Джетс | Калгарі Флеймс та Вінніпег Джетс | Калгарі Флеймс та Вінніпег Джетс | Калгарі Флеймс та Вінніпег Джетс | Калгарі Флеймс та Вінніпег Джетс |
| Дата                             | Господарі                        | Господарі                        | Гості                            | Гості                            | Примітки                         |                                  |
| -------------------------------- | -------------------------------- | -------------------------------- | -------------------------------- | -------------------------------- | -------------------------------- | -------------------------------- |
| 8 квітня                         | Вінніпег                         | 4                                | 2                                | Калгарі                          |                                  |                                  |
| 9 квітня                         | Вінніпег                         | 3                                | 2                                | Калгарі                          |                                  |                                  |
| 11 квітня                        | Калгарі                          | 3                                | 2                                | Вінніпег                         | OT                               |                                  |
| 12 квітня                        | Калгарі                          | 3                                | 4                                | Вінніпег                         |                                  |                                  |
| 14 квітня                        | Вінніпег                         | 3                                | 4                                | Калгарі                          |                                  |                                  |
| 16 квітня                        | Калгарі                          | 1                                | 6                                | Вінніпег                         |                                  |                                  |
| Вінніпег виграв серію 4:2.       |                                  |                                  |                                  |                                  |                                  |                                  |

### Чвертьфінали
Конференція Принца Уельського
| Монреаль Канадієнс та Квебек Нордікс | Монреаль Канадієнс та Квебек Нордікс | Монреаль Канадієнс та Квебек Нордікс | Монреаль Канадієнс та Квебек Нордікс | Монреаль Канадієнс та Квебек Нордікс | Монреаль Канадієнс та Квебек Нордікс | Монреаль Канадієнс та Квебек Нордікс |
| Дата                                 | Господарі                            | Господарі                            | Гості                                | Гості                                | Примітки                             |                                      |
| ------------------------------------ | ------------------------------------ | ------------------------------------ | ------------------------------------ | ------------------------------------ | ------------------------------------ | ------------------------------------ |
| 20 квітня                            | Квебек                               | 7                                    | 5                                    | Монреаль                             |                                      |                                      |
| 22 квітня                            | Квебек                               | 2                                    | 1                                    | Монреаль                             |                                      |                                      |
| 24 квітня                            | Монреаль                             | 7                                    | 2                                    | Квебек                               |                                      |                                      |
| 26 квітня                            | Монреаль                             | 3                                    | 2                                    | Квебек                               | OT                                   |                                      |
| 28 квітня                            | Квебек                               | 2                                    | 3                                    | Монреаль                             |                                      |                                      |
| 30 квітня                            | Монреаль                             | 2                                    | 3                                    | Квебек                               |                                      |                                      |
| 2 травня                             | Квебек                               | 3                                    | 5                                    | Монреаль                             |                                      |                                      |
| Монреаль виграв серію 4:3.           |                                      |                                      |                                      |                                      |                                      |                                      |

| Філадельфія Флайєрс та Нью-Йорк Айлендерс | Філадельфія Флайєрс та Нью-Йорк Айлендерс | Філадельфія Флайєрс та Нью-Йорк Айлендерс | Філадельфія Флайєрс та Нью-Йорк Айлендерс | Філадельфія Флайєрс та Нью-Йорк Айлендерс | Філадельфія Флайєрс та Нью-Йорк Айлендерс | Філадельфія Флайєрс та Нью-Йорк Айлендерс |
| Дата                                      | Господарі                                 | Господарі                                 | Гості                                     | Гості                                     | Примітки                                  |                                           |
| ----------------------------------------- | ----------------------------------------- | ----------------------------------------- | ----------------------------------------- | ----------------------------------------- | ----------------------------------------- | ----------------------------------------- |
| 20 квітня                                 | Н-Й Айлендерс                             | 2                                         | 4                                         | Філадельфія                               |                                           |                                           |
| 22 квітня                                 | Н-Й Айлендерс                             | 2                                         | 1                                         | Філадельфія                               |                                           |                                           |
| 24 квітня                                 | Філадельфія                               | 4                                         | 1                                         | Н-Й Айлендерс                             |                                           |                                           |
| 26 квітня                                 | Філадельфія                               | 6                                         | 4                                         | Н-Й Айлендерс                             |                                           |                                           |
| 28 квітня                                 | Н-Й Айлендерс                             | 2                                         | 1                                         | Філадельфія                               |                                           |                                           |
| 30 квітня                                 | Філадельфія                               | 2                                         | 4                                         | Н-Й Айлендерс                             |                                           |                                           |
| 2 травня                                  | Н-Й Айлендерс                             | 4                                         | 5                                         | Філадельфія                               |                                           |                                           |
| Філадельфія виграла серію 4:3.            |                                           |                                           |                                           |                                           |                                           |                                           |

Конференція Кларенса Кемпбела
| Детройт Ред-Вінгс та Торонто Мейпл-Ліфс | Детройт Ред-Вінгс та Торонто Мейпл-Ліфс | Детройт Ред-Вінгс та Торонто Мейпл-Ліфс | Детройт Ред-Вінгс та Торонто Мейпл-Ліфс | Детройт Ред-Вінгс та Торонто Мейпл-Ліфс | Детройт Ред-Вінгс та Торонто Мейпл-Ліфс | Детройт Ред-Вінгс та Торонто Мейпл-Ліфс |
| Дата                                    | Господарі                               | Господарі                               | Гості                                   | Гості                                   | Примітки                                |                                         |
| --------------------------------------- | --------------------------------------- | --------------------------------------- | --------------------------------------- | --------------------------------------- | --------------------------------------- | --------------------------------------- |
| 21 квітня                               | Торонто                                 | 4                                       | 2                                       | Детройт                                 |                                         |                                         |
| 23 квітня                               | Торонто                                 | 7                                       | 2                                       | Детройт                                 |                                         |                                         |
| 25 квітня                               | Детройт                                 | 4                                       | 2                                       | Торонто                                 |                                         |                                         |
| 27 квітня                               | Детройт                                 | 2                                       | 3                                       | Торонто                                 |                                         |                                         |
| 29 квітня                               | Торонто                                 | 0                                       | 3                                       | Детройт                                 |                                         |                                         |
| 1 травня                                | Детройт                                 | 4                                       | 2                                       | Торонто                                 |                                         |                                         |
| 3 травня                                | Торонто                                 | 0                                       | 3                                       | Детройт                                 |                                         |                                         |
| Детройт виграв серію 4:3.               |                                         |                                         |                                         |                                         |                                         |                                         |

| Вінніпег Джетс та Едмонтон Ойлерс | Вінніпег Джетс та Едмонтон Ойлерс | Вінніпег Джетс та Едмонтон Ойлерс | Вінніпег Джетс та Едмонтон Ойлерс | Вінніпег Джетс та Едмонтон Ойлерс | Вінніпег Джетс та Едмонтон Ойлерс | Вінніпег Джетс та Едмонтон Ойлерс |
| Дата                              | Господарі                         | Господарі                         | Гості                             | Гості                             | Примітки                          |                                   |
| --------------------------------- | --------------------------------- | --------------------------------- | --------------------------------- | --------------------------------- | --------------------------------- | --------------------------------- |
| 21 квітня                         | Едмонтон                          | 3                                 | 2                                 | Вінніпег                          | OT                                |                                   |
| 23 квітня                         | Едмонтон                          | 5                                 | 3                                 | Вінніпег                          |                                   |                                   |
| 25 квітня                         | Вінніпег                          | 2                                 | 5                                 | Едмонтон                          |                                   |                                   |
| 27 квітня                         | Вінніпег                          | 2                                 | 4                                 | Едмонтон                          |                                   |                                   |
| Едмонтон виграв серію 4:0.        |                                   |                                   |                                   |                                   |                                   |                                   |

### Півфінали
| Конференція Принца Уельського             | Конференція Принца Уельського             | Конференція Принца Уельського             | Конференція Принца Уельського             | Конференція Принца Уельського             | Конференція Принца Уельського             | Конференція Принца Уельського             |
| Філадельфія Флайєрс та Монреаль Канадієнс | Філадельфія Флайєрс та Монреаль Канадієнс | Філадельфія Флайєрс та Монреаль Канадієнс | Філадельфія Флайєрс та Монреаль Канадієнс | Філадельфія Флайєрс та Монреаль Канадієнс | Філадельфія Флайєрс та Монреаль Канадієнс | Філадельфія Флайєрс та Монреаль Канадієнс |
| Дата                                      | Господарі                                 | Господарі                                 | Гості                                     | Гості                                     | Примітки                                  |                                           |
| ----------------------------------------- | ----------------------------------------- | ----------------------------------------- | ----------------------------------------- | ----------------------------------------- | ----------------------------------------- | ----------------------------------------- |
| 4 травня                                  | Монреаль                                  | 3                                         | 4                                         | Філадельфія                               | OT                                        |                                           |
| 6 травня                                  | Монреаль                                  | 5                                         | 2                                         | Філадельфія                               |                                           |                                           |
| 8 травня                                  | Філадельфія                               | 4                                         | 3                                         | Монреаль                                  |                                           |                                           |
| 10 травня                                 | Філадельфія                               | 6                                         | 3                                         | Монреаль                                  |                                           |                                           |
| 12 травня                                 | Монреаль                                  | 5                                         | 2                                         | Філадельфія                               |                                           |                                           |
| 14 травня                                 | Філадельфія                               | 4                                         | 3                                         | Монреаль                                  |                                           |                                           |
| Філадельфія виграла серію 4:2.            |                                           |                                           |                                           |                                           |                                           |                                           |

| Конференція Кларенса Кемпбела        | Конференція Кларенса Кемпбела        | Конференція Кларенса Кемпбела        | Конференція Кларенса Кемпбела        | Конференція Кларенса Кемпбела        | Конференція Кларенса Кемпбела        | Конференція Кларенса Кемпбела        |
| Едмонтон Ойлерс та Детройт Ред-Вінгс | Едмонтон Ойлерс та Детройт Ред-Вінгс | Едмонтон Ойлерс та Детройт Ред-Вінгс | Едмонтон Ойлерс та Детройт Ред-Вінгс | Едмонтон Ойлерс та Детройт Ред-Вінгс | Едмонтон Ойлерс та Детройт Ред-Вінгс | Едмонтон Ойлерс та Детройт Ред-Вінгс |
| Дата                                 | Господарі                            | Господарі                            | Гості                                | Гості                                | Примітки                             |                                      |
| ------------------------------------ | ------------------------------------ | ------------------------------------ | ------------------------------------ | ------------------------------------ | ------------------------------------ | ------------------------------------ |
| 5 травня                             | Детройт                              | 3                                    | 1                                    | Едмонтон                             |                                      |                                      |
| 7 травня                             | Детройт                              | 1                                    | 4                                    | Едмонтон                             |                                      |                                      |
| 9 травня                             | Едмонтон                             | 2                                    | 1                                    | Детройт                              |                                      |                                      |
| 11 травня                            | Едмонтон                             | 3                                    | 2                                    | Детройт                              |                                      |                                      |
| 13 травня                            | Детройт                              | 3                                    | 6                                    | Едмонтон                             |                                      |                                      |
| Едмонтон виграв серію 4:1.           |                                      |                                      |                                      |                                      |                                      |                                      |

### Фінал Кубка Стенлі
| Едмонтон Ойлерс та Філадельфія Флайєрс | Едмонтон Ойлерс та Філадельфія Флайєрс | Едмонтон Ойлерс та Філадельфія Флайєрс | Едмонтон Ойлерс та Філадельфія Флайєрс | Едмонтон Ойлерс та Філадельфія Флайєрс | Едмонтон Ойлерс та Філадельфія Флайєрс | Едмонтон Ойлерс та Філадельфія Флайєрс |
| Дата                                   | Господарі                              | Господарі                              | Гості                                  | Гості                                  | Примітки                               |                                        |
| -------------------------------------- | -------------------------------------- | -------------------------------------- | -------------------------------------- | -------------------------------------- | -------------------------------------- | -------------------------------------- |
| 17 травня                              | Філадельфія                            | 2                                      | 4                                      | Едмонтон                               |                                        |                                        |
| 20 травня                              | Філадельфія                            | 2                                      | 3                                      | Едмонтон                               | OT                                     |                                        |
| 22 травня                              | Едмонтон                               | 3                                      | 5                                      | Філадельфія                            |                                        |                                        |
| 24 травня                              | Едмонтон                               | 4                                      | 1                                      | Філадельфія                            |                                        |                                        |
| 26 травня                              | Філадельфія                            | 4                                      | 3                                      | Едмонтон                               |                                        |                                        |
| 28 травня                              | Едмонтон                               | 2                                      | 3                                      | Філадельфія                            |                                        |                                        |
| 31 травня                              | Філадельфія                            | 1                                      | 3                                      | Едмонтон                               |                                        |                                        |
| Едмонтон виграв серію 4:3.             |                                        |                                        |                                        |                                        |                                        |                                        |

## Статистика

### Найкращі бомбардири плей-оф
| Гравець         | Команда             | І  | Г  | П  | О  |
| --------------- | ------------------- | -- | -- | -- | -- |
| Вейн Грецкі     | Едмонтон Ойлерс     | 21 | 5  | 29 | 34 |
| Марк Мессьє     | Едмонтон Ойлерс     | 21 | 12 | 16 | 28 |
| Браян Пропп     | Філадельфія Флайєрс | 26 | 12 | 16 | 28 |
| Гленн Андерсон  | Едмонтон Ойлерс     | 21 | 14 | 13 | 27 |
| Пер-Ерік Еклунд | Філадельфія Флайєрс | 26 | 7  | 20 | 27 |
| Ярі Куррі       | Едмонтон Ойлерс     | 21 | 15 | 10 | 25 |
| Матс Неслунд    | Монреаль Канадієнс  | 17 | 7  | 15 | 22 |
| Рік Токкет      | Філадельфія Флайєрс | 26 | 11 | 10 | 21 |
| Ларрі Робінсон  | Монреаль Канадієнс  | 17 | 3  | 17 | 20 |
| Раян Вальтер    | Монреаль Канадієнс  | 17 | 7  | 12 | 19 |